# Syndicat national des entreprises de sécurité privée
Le SNES (syndicat national des entreprises de sécurité) est un syndicat professionnel des entreprises de sécurité privée en France. Son but est la défense des entreprises du secteur de surveillance humaine et le travail de fond, avec d'autres organismes similaires, pour la reconnaissance de la profession.
L'organisation est signataire de la convention collective des entreprises de prévention et de sécurité et participe régulièrement aux travaux d'organisation, et d'avancement des conditions dans la profession.
En 2010, le SNES totalise 150 adhérents, répartis en 750 établissements qui totalisent environ 50 % du chiffre d'affaires de la profession.

## Historique
Le SNES a été créé de la fusion de deux anciennes structures syndicales en 1992.